# 2021 en bande dessinée
| Années de la bande dessinée : 2018 - 2019 - 2020 - 2021 - 2022 - 2023 - 2024    |
| Décennies de la bande dessinée : 1990 - 2000 - 2010 - 2020 - 2030 - 2040 - 2050 |

Cet article présente les faits marquants de l'année 2021 en bande dessinée.

## Événements
- 29 janvier : remise des prix du 48e Festival international de la bande dessinée d’Angoulême : Festival d'Angoulême 2021[1]. Initialement reportée du 24 au 27 juin, l'édition 2021 du festival est annulée le 1er avril[2].
- 5 et 6 juin : 25e Rendez-vous de la bande dessinée d'Amiens[3].
- 29 septembre : le magazine Métal hurlant est réactivé sous l'impulsion de Vincent Bernière, rédacteur en chef, et d'un financement participatif[4].
- 29 octobre au 1er novembre : 40e édition du festival Quai des Bulles à Saint-Malo.

### Prix et récompenses
- Prix de la critique ACBD : Peau d'homme de Hubert et Zanzim[5]
- Prix Landerneau BD : Quelqu’un à qui parler de Grégory Panaccione d'après le roman de Cyril Massarotto[6]
- Grand Prix de la BD ELLE : Dessiner encore de Coco[7]
- Prix Wolinski de la BD du Point : Le Tambour de la Moskova de Simon Spruyt[8]
- Grand prix RTL de la bande dessinée : Du bruit dans le ciel de David Prudhomme[9]
- Prix Uderzo du meilleur album : Malgré tout de Jordi Lafebre[10]
- Prix Jacques-Lob : Wilfrid Lupano[11]
- Grand Boum-Ville de Blois au festival bd BOUM : Édith[12]
- Grand prix de la ville d'Angoulême : Chris Ware

## Meilleures ventes en France
Le Pass Culture offert aux collégiens et lycéens français provoque une augmentation des ventes de livres, en particuliers les mangas.
1. Astérix tome 39 : Astérix et le Griffon par Jean-Yves Ferri et Didier Conrad chez Les Éditions Albert René : 1 548 000 exemplaires
2. Naruto tome 1 par Masashi Kishimoto  chez Kana  : 275 000 exemplaires
3. Demon Slayer tome 1 par Koyoharu Gotōge chez Panini Manga : 250 000 exemplaires
4. Naruto tome 2 par Masashi Kishimoto  chez Kana  : 230 000 exemplaires
5. One Piece tome 1 par Eiichirō Oda  chez Glénat  : 223 000 exemplaires
6. Blake et Mortimer tome 28 : Le Dernier Espadon par Jean Van Hamme, Teun Berserik et Peter Van Dongen chez Blake et Mortimer : 212 000 exemplaires
7. Mortelle Adèle tome 1 : Tout ça finira mal  par Mr Tan chez Tourbillon: 211 000 exemplaires
8. Demon Slayer  tome 2 par Koyoharu Gotōge chez Panini Manga : 207 000 exemplaires
9. My Hero Academia tome 1 par Kōhei Horikoshi chez Ki-oon : 207 000 exemplaires
10. Naruto tome 3 :par Masashi Kishimoto  chez Kana  : 203 000 exemplaires

Source : GFK

## Nouveaux albums

### Franco-belge
| Sortie        | Titre                                                     | Scénariste                                  | Dessinateur                                | Coloriste                       | Éditeur                  |
| ------------- | --------------------------------------------------------- | ------------------------------------------- | ------------------------------------------ | ------------------------------- | ------------------------ |
| 6 janvier     | Cross Fire t.8 : Jugement par le feu                      | Jean-Luc Sala                               | Paola Amormino                             | Yoann Guillé                    | Soleil Productions       |
| 8 janvier     | Le Spirou de… - Pacific Palace                            | Christian Durieux                           | Christian Durieux                          | Christian Durieux               | Dupuis                   |
| 13 janvier    | Yellow Cab                                                | d'après le livre de Benoît Cohen            | Christophe Chabouté                        | noir et blanc                   | Vents d'Ouest            |
| 14 janvier    | Oleg                                                      | Frederik Peeters                            | Frederik Peeters                           | noir et blanc                   | Atrabile                 |
| 15 janvier    | Blanc autour                                              | Wilfrid Lupano                              | Stéphane Fert                              | Stéphane Fert                   | Dargaud                  |
| 15 janvier    | Ne m'oublie pas                                           | Alix Garin                                  | Alix Garin                                 | Alix Garin                      | Le Lombard               |
| 20 janvier    | Neige t.14 Le Printemps d'Orion                           | Didier Convard                              | Christian Gine                             |                                 | Glénat                   |
| 22 janvier    | Sur un air de Fado                                        | Nicolas Barral                              | Nicolas Barral                             | Nicolas Barral                  | Dargaud                  |
| 27 janvier    | Poussière t.3                                             | Geoffroy Monde                              | Geoffroy Monde                             | Geoffroy Monde                  | Delcourt                 |
| 27 janvier    | Chroniques de jeunesse                                    | Guy Delisle                                 | Guy Delisle                                | Guy Delisle                     | Delcourt                 |
| 28 janvier    | Carnets de manifs - Portraits d'une France en Marche      | Cyril Pedrosa & Loïc Sécheresse             | Cyril Pedrosa & Loïc Sécheresse            | Cyril Pedrosa & Loïc Sécheresse | Seuil                    |
| 29 janvier    | Un papa, une maman, une famille formidable (la mienne !)  | Florence Cestac                             | Florence Cestac                            | Florence Cestac                 | Dargaud                  |
| 29 janvier    | À cœur ouvert                                             | Nicolas Keramidas                           | Nicolas Keramidas                          | Nicolas Keramidas               | Dupuis                   |
| 5 février     | Alt-Life t. 2                                             | Thomas Cadène                               | Joseph Falzon                              | Marie Galopin                   | Le Lombard               |
| 17 février    | Les Amants d'Hérouville - Une histoire vraie              | Yann Le Quellec                             | Romain Ronzeau                             | Romain Ronzeau                  | Delcourt                 |
| 3 mars        | Le Peintre hors-la-loi                                    | Frantz Duchazeau                            | Frantz Duchazeau                           | Drac                            | Casterman                |
| 5 mars        | Une histoire du Velvet Underground                        | Prosperi Buri                               | Prosperi Buri                              | Prosperi Buri                   | Dargaud                  |
| 5 mars        | Le Ministère secret t.1 Héros de la République            | Joann Sfar                                  | Mathieu Sapin                              | Walter                          | Dupuis                   |
| 8 mars        | Le combat du siècle                                       | Loulou Dédola                               | Luca Ferrara                               |                                 | Glénat                   |
| 11 mars       | Dessiner encore                                           | Coco                                        | Coco                                       | Coco                            | Les Arènes               |
| 9 avril       | Wanted Lucky Luke                                         | Matthieu Bonhomme                           | Matthieu Bonhomme                          | Matthieu Bonhomme               | Lucky Comics             |
| 23 avril      | Le Chœur des femmes                                       | d'après le roman de Martin Winckler         | Aude Mermilliod                            | Aude Mermilliod                 | Le Lombard               |
| 23 avril      | Mademoiselle Baudelaire                                   | Yslaire                                     | Yslaire                                    | Yslaire                         | Dupuis                   |
| 5 mai         | Fourmies la Rouge                                         | Alex W. Inker                               | Alex W. Inker                              | Alex W. Inker                   | Sarbacane                |
| 5 mai         | Joe la Pirate                                             | Hubert                                      | Virginie Augustin                          | noir et blanc                   | Glénat                   |
| 12 mai        | Suites algériennes t.1 1962-2019                          | Jacques Ferrandez                           | Jacques Ferrandez                          | Jacques Ferrandez               | Casterman                |
| 21 mai        | Jours de sable                                            | Aimée de Jongh                              | Aimée de Jongh                             | Aimée de Jongh                  | Dargaud                  |
| 21 mai        | Pucelle t.2 Confirmée                                     | Florence Dupré la Tour                      | Florence Dupré la Tour                     | Florence Dupré la Tour          | Dargaud                  |
| 26 mai        | Les Fantômes de Séville                                   | Didier Tronchet                             | Jérôme Jouvray                             | Anne-Claire Jouvray             | Glénat                   |
| 26 mai        | J'ai tué le soleil                                        | Winshluss                                   | Winshluss                                  | Winshluss                       | Gallimard                |
| 3 juin        | Titeuf t.17 La Grande Aventure                            | Zep                                         | Zep                                        | Nob, Laurence Chevrier          | Glénat                   |
| 4 juin        | Les Fleurs de cimetière                                   | Edmond Baudoin                              | Edmond Baudoin                             | Edmond Baudoin                  | L'Association            |
| 11 juin       | Les Cahiers d'Esther t. 6 : Histoires de mes quinze ans   | Riad Sattouf                                | Riad Sattouf                               | Riad Sattouf                    | Allary Éditions          |
| 18 août       | Du bruit dans le ciel                                     | David Prudhomme                             | David Prudhomme                            | David Prudhomme                 | Futuropolis              |
| 20 août       | Le Grand Vide                                             | Léa Murawiec                                | Léa Murawiec                               | Léa Murawiec                    | 2024                     |
| 20 août       | Madeleine, Résistante t. 1 : La Rose dégoupillée          | Jean-David Morvan, Madeleine Riffaud        | Dominique Bertail                          | Dominique Bertail               | Dupuis                   |
| 26 août       | L'Île des oubliés                                         | Roger Seiter d'après Victoria Hislop        | Fred Vervisch                              |                                 | Philéas                  |
| 27 août       | Quelqu'un à qui parler                                    | Grégory Panaccione d'après Cyril Massarotto | Grégory Panaccione                         | Grégory Panaccione              | Le Lombard               |
| 1er septembre | Corto Maltese - Océan noir                                | Hugo Pratt, Martin Quenehen                 | Bastien Vivès                              | noir et blanc                   | Casterman                |
| 3 septembre   | Le Dernier Atlas, t. 3                                    | Fabien Vehlmann, Gwen de Bonneval           | Hervé Tanquerelle, Fred Blanchard (design) | Laurence Croix                  | Dupuis                   |
| 8 septembre   | Tananarive                                                | Mark Eacersall                              | Sylvain Vallée                             |                                 | Glénat                   |
| 10 septembre  | Dieu n'a pas réponse à tout, t. 3 (mais Il sait déléguer) | Tonino Benacquista                          | Nicolas Barral                             | Marie Barral                    | Dargaud                  |
| 16 septembre  | Moon River                                                | Fabcaro                                     | Fabcaro                                    | Fabcaro                         | 6 Pieds sous terre       |
| 1er octobre   | Blacksad - Alors tout tombe, première partie              | Juan Díaz Canales                           | Juanjo Guarnido                            | Juanjo Guarnido                 | Dargaud                  |
| 1er octobre   | Spirou ou l'espoir malgré tout - Troisième partie         | Émile Bravo                                 | Émile Bravo                                | Fanny Benoit                    | Dupuis                   |
| 6 octobre     | Le Droit du sol                                           | Etienne Davodeau                            | Etienne Davodeau                           | Etienne Davodeau                | Futuropolis              |
| 13 octobre    | Saint-Elme t. 1 La Vache brûlée                           | Serge Lehman                                | Frederik Peeters                           | Frederik Peeters                | Delcourt                 |
| 15 octobre    | Goldorak                                                  | Xavier Dorison                              | Denis Bajram, Brice Cossu, Alexis Sentenac | Yoann Guillo                    | Kana                     |
| 15 octobre    | Lucky Luke - Choco Boys                                   | Ralf König                                  | Ralf König                                 |                                 | Lucky Comics             |
| 21 octobre    | Astérix et le Griffon                                     | Jean-Yves Ferri                             | Didier Conrad                              | Thierry Mébarki                 | Les Éditions Albert René |
| 29 octobre    | La Jeune Femme et la Mer                                  | Catherine Meurisse                          | Catherine Meurisse                         | Isabelle Merlet                 | Dargaud                  |
| 5 novembre    | Largo Winch t.23 : La Frontière de la nuit                | Eric Giacometti                             | Philippe Francq                            | Bertrand Denoulet               | Dupuis                   |
| 19 novembre   | Blake et Mortimer t.28 : Le Dernier Espadon               | Jean Van Hamme                              | Teun Berserik et Peter van Dongen          |                                 | Blake et Mortimer        |
| 26 novembre   | La Bibliomule de Cordoue                                  | Wilfrid Lupano                              | Léonard Chemineau                          |                                 | Dargaud                  |

### Comics
| Sortie     | Titre                                                          | Scénariste           | Dessinateur        | Coloriste     | Traducteur | Éditeur      |
| ---------- | -------------------------------------------------------------- | -------------------- | ------------------ | ------------- | ---------- | ------------ |
| 8 Janvier  | Before watchmen intégrale tome 2                               | AMANDA CONNER,       | darwin cooke       |               |            | dc deluxe    |
| 8 janvier  | Selina kyle : catwoman tome 2                                  | joelle Jones         | Joelle Jones       |               |            | dc rebirth   |
| 8 janvier  | Young justice tome 2                                           | BRIAN MICHAEL BENDIS | JOHN TIMMS         |               |            | DC rebirth   |
| 19 février | Something Is Killing the Children t.2 : The House of Slaughter | James Tynion IV      | Werther Dell'Edera | Miquel Muerto |            | Urban Comics |
| 15 octobre | Something Is Killing the Children t.3 : The Game of Nothing    | James Tynion IV      | Werther Dell'Edera | Miquel Muerto |            | Urban Comics |

### Mangas
| Sortie     | Titre                            | Scénariste     | Dessinateur    | Traducteur      | Genre  | Éditeur      |
| ---------- | -------------------------------- | -------------- | -------------- | --------------- | ------ | ------------ |
| 27 janvier | Tomino la maudite t.1            | Suehiro Maruo  | Suehiro Maruo  | Miyako Slocombe |        | Casterman    |
| 19 mars    | & (And) t.1                      | Mari Okazaki   | Mari Okazaki   | Aline Kukor     | Shōjo  | Kana         |
| avril      | La Bible Manga, tome 6 : Majesté |                | Ryō Azumi      |                 | Bible  | BLF Éditions |
| 28 avril   | Comet girl t.1 & 2               | Yuriko Akase   | Yuriko Akase   |                 | Shōnen | Casterman    |
| 5 mai      | Tetsu & Doberman t.1             | Tsutomu Ohno   | Tsutomu Ohno   |                 | Shōnen | Bamboo       |
| 27 août    | Real t.15                        | Takehiko Inoue | Takehiko Inoue | Thibaud Desbief | Seinen | Kana         |

### Érotique
| Sortie | Titre | Scénariste | Dessinateur | Coloriste | Éditeur |
| ------ | ----- | ---------- | ----------- | --------- | ------- |

## Décès
- 1er janvier : Norma, dessinateur français, né en 1946 ;
- 16 janvier : Carlo Nayaradou, auteur de bande dessinée français, né en 1957 ;
- 21 janvier : Jean Graton, auteur français né en 1923 ;
- 24 janvier : Marcel Uderzo, dessinateur français, frère cadet d'Albert Uderzo, né en 1933 ;
- 7 février : S. Clay Wilson, auteur de comics underground et illustrateur américain né en 1941 ;
- 2 mars : Claude Lacroix, auteur français né en 1944 ;
- 7 mars : Frank Thorne, auteur américain né en 1930 ;
- 20 mars : Georges Rieu, scénariste de bande dessinée français, né en 1934 ;
- 4 avril : Francisco Haghenbeck, scénariste de bande-dessinées mexicain, né en 1965 ;
- 5 avril :
  - Joye Hummel, scénariste de comics américaine, née en 1924 ;
  - Frank Jacobs, scénariste de bande dessinée américain, né en 1929 ;
- 6 avril : Michel Koeniguer, dessinateur et scénariste français de bande dessinée, né en 1971 ;
- 16 avril : Fumio Hisamatsu, mangaka, né en 1943 ;
- 1er mai : John Paul Leon, dessinateur de comics américain né en 1972 ;
- 5 mai : Ichirō Tominaga, mangaka, né en 1925 ;
- 6 mai : Kentarō Miura, mangaka, né en 1966 ;
- 28 mai : Benoît Sokal, auteur belge né en 1954 ;
- 13 juin : Nikita Mandryka, auteur français né en 1940 ;
- 14 juin : Tuono Pettinato, auteur italien né en 1976 ;
- 23 juin : Walli, dessinateur belge né en 1952 ;
- 25 juin : Guillermo González Escalada, dessinateur espagnol ;
- 20 juillet : Pierre Guitton, auteur de bande dessinée français, né en 1944 ;
- 23 juillet : Claes Reimerthi, scénariste de bande dessinée suédois, né en 1955 ;
- 24 juillet : Carlos Romeu, auteur espagnol, né en 1948 ;
- 25 juillet : Henri Vernes, romancier et scénariste belge, créateur de Bob Morane, né en 1918 ;
- 31 juillet :
  - Martin Perscheid, dessinateur humoristique allemand, né en 1966 ;
  - Sanpei Satō, mangaka, né en 1929 ;
- 19 août : Raoul Cauvin, scénariste belge né en 1938 ;
- 1er septembre : Henriette Valium, auteur québécois de bande dessinée alternative, né en 1959 ;
- 2 septembre : Henriette Valium, auteur de bande dessinée alternative québécois né en 1959 ;
- 8 septembre : Olmo, auteur de bande dessinée espagnol, né en 1922 ;
- 12 septembre : Carlo Chendi, scénariste italien, né en 1933 ;
- 24 septembre : Takao Saitō, mangaka, né en 1936 ;
- 8 octobre : Sanpei Shirato, mangaka, né en 1932 ;
- 17 octobre : Robin Wood, scénariste de bande dessinée paraguayen, né en 1944 ;
- 1er novembre : Dieter Kalenbach, dessinateur et scénariste de bande dessinée allemand, né en 1937 ;
- 10 novembre : André Osi, dessinateur de bande dessinée réaliste belge, né en 1958 ;
- 11 décembre : Hiroshi Hirata, mangaka né en 1937 ;
- 16 décembre : Gérald Forton, dessinateur français né en 1931.